# 水景頭
水景頭，是臺灣臺中市北屯區的一個傳統地域名稱，位於該區南部偏西。相較於今日行政區，其範圍大致為水景里、廍子里西部邊界地帶。

## 歷史
台灣清治末期至日治初期，水景頭地區為一街庄，稱為「水景頭庄」，隸屬於捒東下堡。該庄北與軍功藔庄為鄰，東與廍仔庄為鄰，南邊為番仔路庄，西邊隔旱溪與三十張犁庄、舊社庄為界。
1901年（日治明治三十四年）11月，全台廢縣廳改設二十廳，該庄隸屬於臺中廳。1903年（明治三十六年）6月，該庄編入「二份埔區」，隸屬於臺中廳。1909年（明治四十二年）10月，合併二十廳為十二廳，該庄改編入「三十張犁區」，仍隸屬於臺中廳。1920年（大正九年），全台地方制度大改正，廢十二廳改設五州二廳，該庄改制為「水景頭」大字，隸屬於臺中州大屯郡北屯庄。
戰後北屯庄改制為北屯鄉，隸屬於臺中縣，大字亦改制為村。1947年2月，北屯鄉併入省轄臺中市而改稱北屯區，村亦改制為里。2010年12月，臺中縣市合併為直轄臺中市，北屯區隸屬不變。

## 聚落
本地區發展較早的聚落有水景頭、四角第、外廍仔等，在日治期初期的官方地圖上已有記載。此外，本地區尚有玫瑰新村、三和社區等聚落。

## 交通
省道台74線原稱「中彰快速道路」，現稱「快官霧峰線」，是彰化縣快官繞行臺中市區外圍至霧峰的快速道路，大致以北向南轉北北東—南南西走向經過本地區東部。由該道路向北繞大彎轉西可經潭子前往北屯西北部、西屯、南屯、烏日等地，向南南西可前往太平、大里、霧峰等地。

## 學校
- 東山高中